# 花漾年華 (歌曲)
〈花漾年華〉（英語："Teenage Dream"），是美国女歌手凱蒂·佩芮的一首歌曲。于2010年7月23日作为她第3张录音室《花漾年华》专辑的第2支单曲发行。佩芮与邦妮·麦琪曾在脑海中构建了许多和青春相关的歌曲，但都被制作人本尼·布兰科与卢克博士拒收了。布兰科给他们展示了法国乐队The Teenagers的单曲〈Homecoming〉，麦琪把“花漾年华”想象成一首时光倒流回青少年时期与恋人相爱的歌曲。他们在佩芮的家乡圣巴巴拉遇见了马克斯·马丁，并开始在录音室创作曲目。在佩芮录制完歌曲之后，麦琪展示了自己的一些新点子并重新创作了歌曲的副歌。佩芮曾称本歌曲让她回想起了自己的青春往事。
音乐上，〈花漾年華〉是一首以复古声音演唱的中速流行歌曲。歌曲的曲风主要是强力流行和电子流行，并受到迪斯科和流行摇滚风格的影响。歌曲的歌词描述了与恋人在一起仿佛回到了“花漾年華”。歌曲在《公告牌》百强单曲榜获得了冠军，是佩芮取得的第3支冠军单曲。截至2020年，〈花漾年華〉在美国已获得钻石认证，在其它许多国家亦获得了白金或多重白金认证。
歌曲的音乐录影带由木童导演，在佩芮的家乡圣巴巴拉拍摄。录影带展示了佩芮与与高中爱人相恋的故事。佩芮在许多场合表演了歌曲，比较著名的有《周六夜现场》、2010年青少年选择奖、第53届格莱美奖。〈花漾年華〉让佩芮获得了格莱美奖最佳流行女歌手的提名，成为佩芮的第3个格莱美提名。歌曲获得了乐评的好评，《滚石》将歌曲列入2010年最佳歌曲榜单第4名。而《公告牌》则将其列为2010年代最佳歌曲第2名。歌曲是《舞力全开3》的游戏曲目之一，并被许多人翻唱，最著名的是《美国偶像》、《美國之聲》与电视剧《欢乐合唱团》的翻唱版本。

## 曲目列表
- 数字下载[4]

1. "Teenage Dream" –  3:47

- CD单曲[5][6]

1. "Teenage Dream" –  3:47
2. "Teenage Dream" (Instrumental) –  3:47

- 数字下载 – 混音EP[7]

1. "Teenage Dream" (Vandalism Le Pop Mix) –  3:54
2. "Teenage Dream" (Vandalism V8 Vocal Remix) –  7:04
3. "Teenage Dream" (Manhattan Clique remix) –  6:40

## 榜单
| 榜单（2010年-2011年）                             | 最高 排位 |
| ------------------------------------------------- | --------- |
| 澳大利亚（澳大利亚唱片业协会單曲榜）              | 2         |
| 奥地利（Ö3四十强单曲榜）                          | 2         |
| 比利时佛兰德（Ultratop五十强单曲榜）              | 14        |
| 比利时瓦隆（Ultratop五十强单曲榜）                | 15        |
| 巴西（《公告牌》Brasil Hot 100 Airplay）          | 25        |
| 巴西（《公告牌》Hot Pop Songs）                   | 1         |
| 保加利亚（保加利亚音乐制作人协会单曲榜）          | 5         |
| 加拿大（Canadian Hot 100）                        | 2         |
| 独联体（Tophit独联体电台榜）                      | 61        |
| 捷克（電台百強單曲榜）                            | 8         |
| 丹麥（Hitlisten单曲榜）                           | 13        |
| 丹麦（Hitlisten电台榜）                           | 2         |
| 歐洲（《告示牌》Euro Digital Song Sales）         | 1         |
| 欧洲（《告示牌》European Hot 100 Singles）        | 5         |
| 芬兰（芬蘭官方單曲榜）                            | 14        |
| 法国（法國唱片出版業公會單曲榜）                  | 75        |
| 法國（法國唱片出版業公會下載榜）                  | 6         |
| 德国（德國官方單曲榜）                            | 6         |
| 匈牙利（四十强电台榜）                            | 22        |
| 愛爾蘭（愛爾蘭唱片音樂協會单曲榜）                | 1         |
| 以色列（媒体森林电台榜）                          | 5         |
| 意大利（意大利音乐产业联盟单曲榜）                | 9         |
| 日本（Japan Hot 100）                             | 19        |
| 日本（《告示牌》Adult Contemporary Airplay）      | 78        |
| 盧森堡（《告示牌》Luxembourg Digital Song Sales） | 3         |
| 荷兰（荷蘭四十強單曲榜）                          | 4         |
| 荷兰（百强单曲榜）                                | 17        |
| 新西兰（新西兰唱片音乐协会单曲榜）                | 1         |
| 波兰（波兰电台榜）                                | 5         |
| 波兰（波兰五十大舞曲榜）                          | 42        |
| 葡萄牙（《告示牌》Portugal Digital Songs）        | 7         |
| 俄罗斯（TopHit俄罗斯电台榜）                      | 83        |
| 蘇格蘭（官方榜单公司單曲榜）                      | 1         |
| 斯洛伐克（電台百強單曲榜）                        | 1         |
| 西班牙（西班牙音樂製作協會）                      | 12        |
| 瑞典（瑞典最熱榜）                                | 21        |
| 瑞士（瑞士热门音乐榜）                            | 8         |
| 英國（官方榜单公司單曲榜）                        | 2         |
| 美国（《告示牌》百大單曲榜）                      | 1         |
| 美國（《告示牌》成人當代單曲榜）                  | 8         |
| 美國（《告示牌》Adult Pop Airplay）               | 1         |
| 美國（《告示牌》Dance Club Songs）                | 1         |
| 美國（《告示牌》Dance/Mix Show Airplay）          | 1         |
| 美國（《告示牌》Pop Airplay）                     | 1         |
| 美國（《告示牌》Rhythmic Songs）                  | 9         |
| 委内瑞拉（唱片报告流行摇滚总榜）                  | 1         |

| 榜单（2010年）                           | 排位 |
| ---------------------------------------- | ---- |
| 澳大利亚（澳大利亚唱片业协会单曲榜）     | 9    |
| 奥地利（Ö3四十強音樂榜）                 | 42   |
| 比利时（Ultratop佛兰德）                 | 89   |
| 巴西（克勞利廣播分析）                   | 17   |
| 加拿大（Canadian Hot 100）               | 16   |
| 欧洲（European Hot 100 Singles）         | 38   |
| 德国（媒体控制AG）                       | 44   |
| 匈牙利（匈牙利录音制品制作者协会）       | 48   |
| 意大利（意大利音乐产业联盟单曲榜）       | 67   |
| 荷兰（荷兰四十强音乐榜）                 | 27   |
| 荷兰（荷兰百强单曲榜）                   | 91   |
| 新西兰（新西兰唱片音乐协会单曲榜）       | 12   |
| 瑞典（瑞典最热榜）                       | 84   |
| 瑞士（瑞士热门音乐榜）                   | 57   |
| 英国（官方榜单公司单曲榜）               | 32   |
| 美国（Billboard Hot 100）                | 17   |
| 美国（《公告牌》Adult Contemporary）     | 49   |
| 美国（《公告牌》Adult Top 40）           | 25   |
| 美国（《公告牌》Dance Club Songs）       | 34   |
| 美国（《公告牌》Dance/Mix Show Airplay） | 18   |
| 美国（《公告牌》Mainstream Top 40）      | 15   |
| 美国（《公告牌》Rhythmic）               | 50   |

| 榜单（2011年）                       | 排位 |
| ------------------------------------ | ---- |
| 加拿大（Canadian Hot 100）           | 61   |
| 美国（Billboard Hot 100）            | 75   |
| 美国（《公告牌》Adult Contemporary） | 20   |
| 美国（《公告牌》Adult Top 40）       | 50   |

## 销售认证
| 地區                                                       | 认证    | 认证单位/销量 |
| ---------------------------------------------------------- | ------- | ------------- |
| 澳大利亚（澳大利亚唱片业协会）                             | 8× 白金 | 560,000‡      |
| 奥地利（國際唱片業協會奧地利分會）                         | 白金    | 30,000*       |
| 加拿大（加拿大音乐协会）                                   | 4× 白金 | 320,000‡      |
| 丹麦（國際唱片業協會丹麥分會）                             | 金      | 15,000^       |
| 法国                                                       | —       | 70,000        |
| 德国（聯邦音樂產業協會）                                   | 金      | 150,000^      |
| 意大利（意大利音乐产业联盟）                               | 金      | 15,000*       |
| 墨西哥（墨西哥音像製品協會）                               | 金      | 30,000*       |
| 新西兰（新西兰唱片音乐协会）                               | 白金    | 15,000*       |
| 瑞典（瑞典唱片業協會）                                     | 金      | 20,000‡       |
| 英国（英国唱片业协会）                                     | 2× 白金 | 1,200,000‡    |
| 美国（美國唱片業協會）                                     | 钻石    | 10,000,000    |
| 彩铃                                                       |         |               |
| 加拿大（加拿大音乐协会）                                   | 金      | 20,000*       |
| *僅含認證的實際銷量 ^僅含認證的出貨量 ‡僅含認證的+實際銷量 |         |               |

## 发行历史
| 地区     | 日期           | 形式         | 版本      | 厂牌   | 来源    |
| -------- | -------------- | ------------ | --------- | ------ | ------- |
| 加拿大   | 2010年7月23日  | 数字下载     | 原版      | 国会   | [ 93 ]  |
| 美国     | 2010年7月23日  | 数字下载     | 原版      | 国会   | [ 4 ]   |
| 澳大利亚 | 2010年7月28日  | 数字下载     | 原版      | 国会   | [ 94 ]  |
| 奥地利   | 2010年7月28日  | 数字下载     | 原版      | 国会   | [ 95 ]  |
| 法国     | 2010年7月28日  | 数字下载     | 原版      | 国会   | [ 96 ]  |
| 德国     | 2010年7月28日  | 数字下载     | 原版      | 国会   | [ 97 ]  |
| 新西兰   | 2010年7月28日  | 数字下载     | 原版      | 国会   | [ 98 ]  |
| 挪威     | 2010年7月28日  | 数字下载     | 原版      | 国会   | [ 99 ]  |
| 美国     | 2010年8月3日   | 當代流行電台 | 原版      | 国会   | [ 100 ] |
| 美国     | 2010年8月24日  | 当代节奏电台 | 原版      | 国会   | [ 100 ] |
| 英国     | 2010年8月30日  | 数字下载     | 原版      | 国会   | [ 101 ] |
| 多国     | 2010年9月3日   | 数字下载     | 混音EP    | 国会   | [ 7 ]   |
| 德国     | 2010年9月3日   | CD           | 原版 伴奏 | 国会   | [ 5 ]   |
| 意大利   | 2010年10月8日  | 电台播放     | 原版      | 宝丽多 | [ 102 ] |
| 英国     | 2010年10月26日 | CD           | 原版 伴奏 | EMI    | [ 6 ]   |